# Perigonia continua
Perigonia continua är en fjärilsart som beskrevs av Vazquez 1959. Perigonia continua ingår i släktet Perigonia och familjen svärmare. Inga underarter finns listade i Catalogue of Life.